# Остановочний пункт 2603 км
Остано́вочний пункт 2603 км (каз. Аялдау стансасы 2603 км) — станційне селище у складі Кизилжарського району Північноказахстанської області Казахстану. Входить до складу Петерфельдського сільського округу, раніше входило до Приміського сільського округу Мамлютського району.
Населення — 32 особи (2021; 33 у 2009, 37 у 1999, 33 у 1989).
Національний склад станом на 1989 рік:
- росіяни — 69 %.